# Xaltepec, Chilchotla
Xaltepec är en ort i Mexiko.   Den ligger i kommunen Chilchotla och delstaten Puebla, i den sydöstra delen av landet, 210 km öster om huvudstaden Mexico City. Xaltepec ligger 2 362 meter över havet och antalet invånare är 237.
Terrängen runt Xaltepec är kuperad västerut, men österut är den bergig. Terrängen runt Xaltepec sluttar österut. Runt Xaltepec är det ganska tätbefolkat, med 65 invånare per kvadratkilometer. Närmaste större samhälle är Rafael J. García, 2,3 km sydväst om Xaltepec. I omgivningarna runt Xaltepec växer i huvudsak blandskog.